# Подужемье (село)
Подужемье (карел. Ušmana, фин. Usmana, Usmanala) — упразднённое затопленное село Кемского района Республики Карелия Российской Федерации. Административный центр Кемирецкого района Карельской АССР, существовавшего в 1927—1930 годах. На месте села Подужемское водохранилище, образованное затоплением устья реки Охта при впадении в реку Кемь.

## Топоним
Название — по географическому положению у водопада Ужма.
После уничтожения села топоним сохранился в названии военного аэродрома Подужемье, в гидрониме Подужемское водохранилище.

## География
Был расположен на реке Кемь, вверх по течению от устья реки Охта, между порогами Вочаж и Делгоне.

## История
Упоминается в документе 1571 года, от Аксиньи Федоровой из с. Подужемье Соловецкому монастырю на угодья в Кемской волости" от 21.09.1571 года: «Се аз Аксинья Федорова дочь Федорова сына Андронова из Подужемья, дала есми в монастырь на Соловки деда и отца свое го Федора Федорова сына полукка угодья, рыбную ловлю на море и в реке, и в морских реках, и в тонях, и с морскими пожнями, и творити по деду по своем по Федорове, по отцу по Федору, да брате Семене, да по их душах вечный поминок».

### Административно-территориальная принадлежность
Входила в состав Кемского уезда Архангельской губернии. Волостной центр Подужемской волости, образованная в 1861 году. Одновременно — центр 2 стана, здесь находилась становая квартира пристава.
В 1927—1930 годах — административный центр Кемирецкого района, одновременно и Подужемского сельсовета. После упразднения района сельсовет и село вошли в состав Кемского района.

## Известные уроженцы, жители
В селе родились:
- Петрова, Юлия Павловна (в браке Аверкиева; 1907—1980) — советский этнограф.
- Антонов, Яков Васильевич (ок. 1800—1881) — мастер-кораблестроитель.

## Инфраструктура
Действовала Старо-Преображенская церковь. 28 августа в Подужемье, в местечке «Тайвал», отмечали престольный праздник Успенье.